# Alexander Iolas

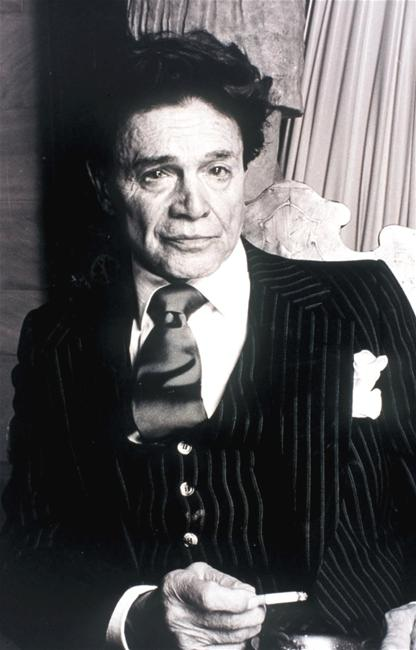
Alexander Iolas

Alexander Iolas (griechisch Αλέξανδρος Ιόλας, * 25. März 1907 in Alexandria, Ägypten; † 8. Juni 1987 in New York) war ein Balletttänzer, Kunstsammler und Galerist griechischer Abstammung. Neben seiner Alexander Iolas Gallery in New York und denen in Paris und Mailand gründete er mit Teilhabern weitere Galerien in Athen (Iolas-Zoumboulakis Gallery), Rom (Galleria Iolas-Galatea), Genf (Galerie Iolas-Engelberts) und Madrid (Galería Iolas-Velasco).

## Leben
Iolas war der Sohn des griechischen Baumwollhändler-Ehepaars Andreas und Persephone Coutsoudis aus Kos, die sich in Ägypten niedergelassen hatten. Iolas wurde ursprünglich auf den Namen Konstantinos getauft, sein Patenonkel war der spätere Politiker und griechische Ministerpräsident Konstantinos Tsaldaris.
Im elterlichen Haus verfügte er über eine große Bibliothek, die er ausgiebig nutzte, und lernte das Klavierspielen. Auf seinen Wunsch hin kauften seine Eltern ein kleines Werk von Cézanne.
Iolas zog nach Piräus und anschließend mit der Empfehlung eines Onkels 1924 nach Berlin, der dort zuvor gelebt hatte. Er arbeitete erst als Pianist und kam in Kontakt mit Dimitri Mitropoulos und Panos Aravantinos, die an der Staatsoper Berlin arbeiteten. Beide lehnten ein Beschäftigungsverhältnis von Iolas ab, da dieser nicht ausreichend Deutsch sprach, und legten ihm eine Ballettausbildung nahe. Als Balletttänzer tourte Iolas mit der Theodora Roosevelt Company, mit dem Ballettensemble des Marquis de Cuevas und bei Margherita Wallmann in Salzburg. 1933 ließ er sich permanent in Paris nieder, wo er den in Griechenland geborenen Giorgio de Chirico kennenlernte, dem er ein Gemälde abkaufte.
1935 emigrierte er in die USA und kam in Kontakt mit Joan Miró für die Gestaltung eines Bühnenbildes. Er begann mit dem Handel von Kunst und spezialisierte sich ab den 1930er/1940er Jahren auf surrealistische Kunst und bevorzugt auf Werke von Max Ernst und René Magritte. 1940 stand er letztmals auf der Bühne.
1944 eröffnete er mit finanzieller Unterstützung von Robert Rothschild, Elizabeth Arden und Maria dei Principi Ruspoli Hugo eine Galerie, die er nach deren Vorfahren Victor Hugo, Hugo Gallery nannte. Über den Anlass seiner Namensänderung von Konstantin Koutsoudis in Alexander Iolas gibt es verschiedene Thesen. Eine davon ist, dass es ein Wunsch von Theodora Roosevelt gewesen sei. Mit Magritte schloss er 1946 einen Vertrag und machte ihn in den USA bekannt, in der Folge wurde Iolas dessen wichtigster Abnehmer von Werken. 1947 beauftragte er Friedrich Kiesler mit der Gestaltung der Räume der Hugo Gallery. Ende der 1940er Jahre wurde er auf den Grafiker Andy Warhol aufmerksam, dem er eine künstlerische Laufbahn nahelegte und dem er seine erste Einzelausstellung ermöglichte.
1955 gründete er zusammen mit dem ehemaligen Tänzer Brooks Jackson die Jackson-Iolas Gallery. In den 1960er Jahren gehörten Iolas’ Galerien in Genf, Mailand, Paris und New York zu den angesagtesten Ausstellungsräumen. Er vertrat unter anderem Victor Brauner, Alexander Calder, Joseph Cornell, Yves Klein, Niki de Saint Phalle, Man Ray, Edward Ruscha, Roberto Matta, Jean Tinguely und Andy Warhol. Iolas organisierte 1952 sowohl Warhols erste Einzelausstellung in New York wie auch dessen letzte zu Lebzeiten. Niki de Saint Phalle unterstützte er ab 1962 finanziell über viele Jahre, organisierte für sie Ausstellungen und führte sie in den Kreis prominenter Künstler ein.
Iolas motivierte Dominique de Ménil dazu, die spätere Menil Collection anzulegen, und machte sie auf das Werk der Surrealisten aufmerksam. Das Werk Mouton de Laine von François-Xavier Lalanne, welches Iolas ihr ebenfalls verkaufte, erzielte 2014 einen Preis von 5.682.500 US-Dollar im Auktionshaus Christie’s.

### Rückzug ins Private ab 1976
Aufgrund eines Versprechens, das er Max Ernst gegeben hatte, schloss Iolas nach dessen Tod im Jahr 1976 alle seine Galerien mit Ausnahme des Stammhauses in New York. Mitte der 1980er Jahre schloss er auch seine Galerie in Manhattan und zog sich nach Athen zurück. Dort bezog er permanent die Villa in Agia Paraskevi, welche Dimitris Pikionis für ihn ab den 1960er Jahren entworfen hatte. Die Empfehlung für den Architekten stammte von Christian Zervos.
Iolas war auch politisch aktiv. Als Unterstützer und Freund von Konstantinos Karamanlis begann er, einen Regierungswechsel gegen Andreas Papandreou zu wittern. Iolas' Aussagen in der Öffentlichkeit hatten Gewicht und es folgten ab 1984 mehrere Kampagnen linker Athener Tageszeitungen gegen ihn, die auch zu Strafverfolgungen gegen ihn führten. Iolas verfügte zwar über viele Sachwerte, jedoch kaum über Geldmittel, so dass ihm die hohe Anwaltskosten finanziell zusetzten. Er machte es seinen Gegnern leicht, indem er sich auch gegen kleinbürgerliche ästhetische Vorstellungen wandte, beispielsweise die Aussage aus einem Interview „Der Parthenon ist zerstört, und das macht ihn schön“. Die Kulturministerin Melina Mercouri versuchte mehrmals persönlich auf Iolas einzuwirken. Seinen Wunsch, die Villa in ein Museum umzuwandeln, ließ sie jedoch ins Leere laufen. Iolas distanzierte sich mehr und mehr von der Athener Gesellschaft und stiftete etwa 50 Kunstwerke zur Gründung des Macedonian Museum of Contemporary Art in Thessaloniki und einen Teil seiner Sammlung dem neuen Centre Pompidou in Paris.
Einer Einigung mit dem griechischen Staat ab 1987 um seinen Nachlass kam sein Tod zuvor. Er starb 80-jährig während einer Reise in einem New Yorker Krankenhaus. Sein Tod war die Folge einer AIDS-Ansteckung durch eine kontaminierte Blutkonserve bei einer Augenoperation in Kalifornien Jahre zuvor. In Athen lebte seine Schwester Niki Stifel und seine Nichte Lina Nation, in New York seine Nichte Sylvia de Cuevas.
Personen aus dem Umfeld begannen nach seinem Tod mit der Veräußerung der Sammlung und des Hausrats. Die fast leergeräumte und verwaiste Villa in Agia Paraskevi wurde schließlich von Obdachlosen und Vandalen heimgesucht. So wurde das Treppengeländer (eine Skulptur von Claude Lalanne) vermutlich von Schrottdieben entwendet. Eine Investorengruppe erwarb das Grundstück zum Bau einer Wohnanlage, was der Denkmalschutz verhinderte.

## Gedenken
2001 bildete sich in Athen die Filopappou Group, welche mit verschiedenen Aktionen und Ausstellungen auf das vergessene Wirken von Iolas aufmerksam macht, darunter Destroy Alexandros Iolas und Alexander Iolas: twenty years after 1987–2007; weiterhin wird ein Archiv aufgebaut.
Im Gedenken an ihren Onkel Alexander Iolas stiftete Sylvia de Cuevas 2010 einen Druck aus der Serie Alexander von Andy Warhol dem Baltimore Museum of Art.
Die Paul Kasmin Gallery in New York zeigte 2014 die Ausstellung Alexander the Great: The Iolas Gallery 1955–1987.
2017 erschien der Film Fall into Ruin von William E. Jones, der die Geschichte der Iolas-Villa thematisiert.
Die Restaurierung der Villa gehörte zu den ersten Initiativen der Regierung von Kyriakos Mitsotakis (bereits zuvor hatte er eine parlamentarische Gruppe mit dem Thema der Villa und des Gedenkens an Iolas gegründet, die jedoch im Rahmen der Wirtschaftskrise ihre Arbeit wieder eingestellt hatte). Die Verkaufsverhandlungen zogen sich bis ins Jahr 2018 hin, als das Objekt mit dem weitläufigen Grundstück schließlich für 3 Mio. € vom aktuellen Eigentümer von der Gemeinde erworben werden konnte. Die Villa wurde im September 2021 der Öffentlichkeit präsentiert, bevor die Baumaßnahmen starteten.